# Valdesquí
Valdesquí is een skigebied in de Sierra de Guadarrama, dat deel uitmaakt  van het Castiliaans Scheidingsgebergte in Spanje. Het skigebied bevindt zich op het gebied van de gemeente Rascafría in het noordoosten van de autonome gemeenschap Madrid.
Valdesqui is geen groot skigebied in vergelijking met skigebieden in de Alpen en de Pyreneeën met een totale lengte van 19,5 km aan pistes. Het gebied heeft 9 groene, 14 blauwe en 3 rode pistes. Deze pistes bevinden zich voornamelijk op de flanken van de Bola del Mundo en de Cerro de Valdemartin.